# 京セラ

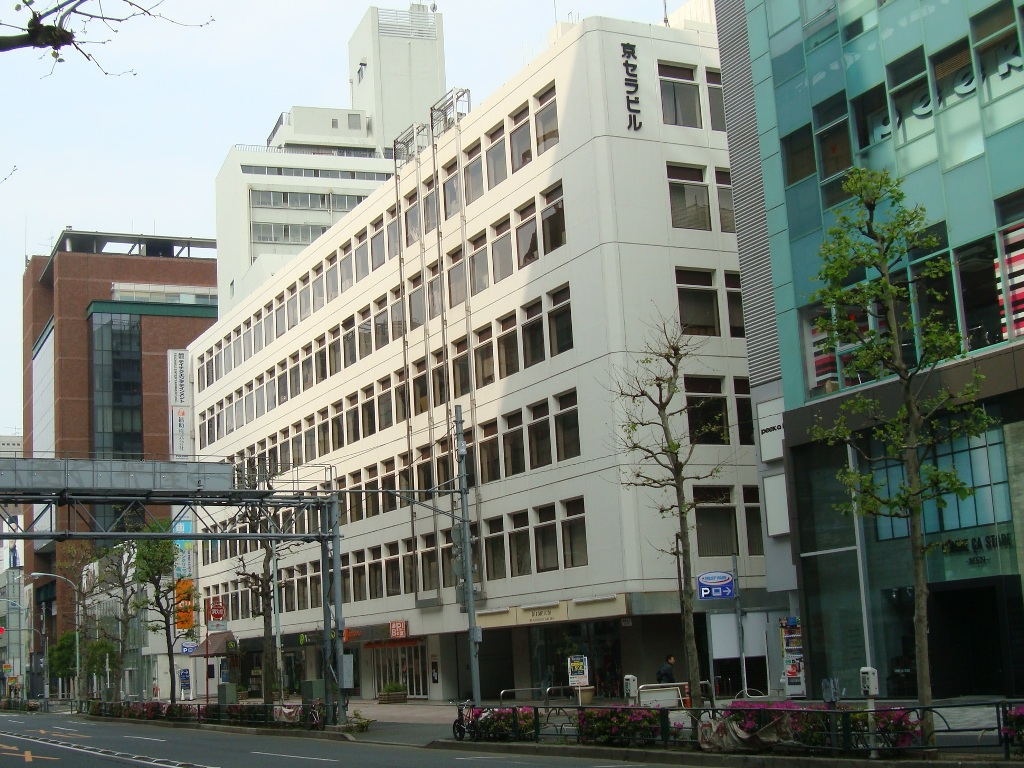
京セラ原宿ビル （東京都渋谷区）

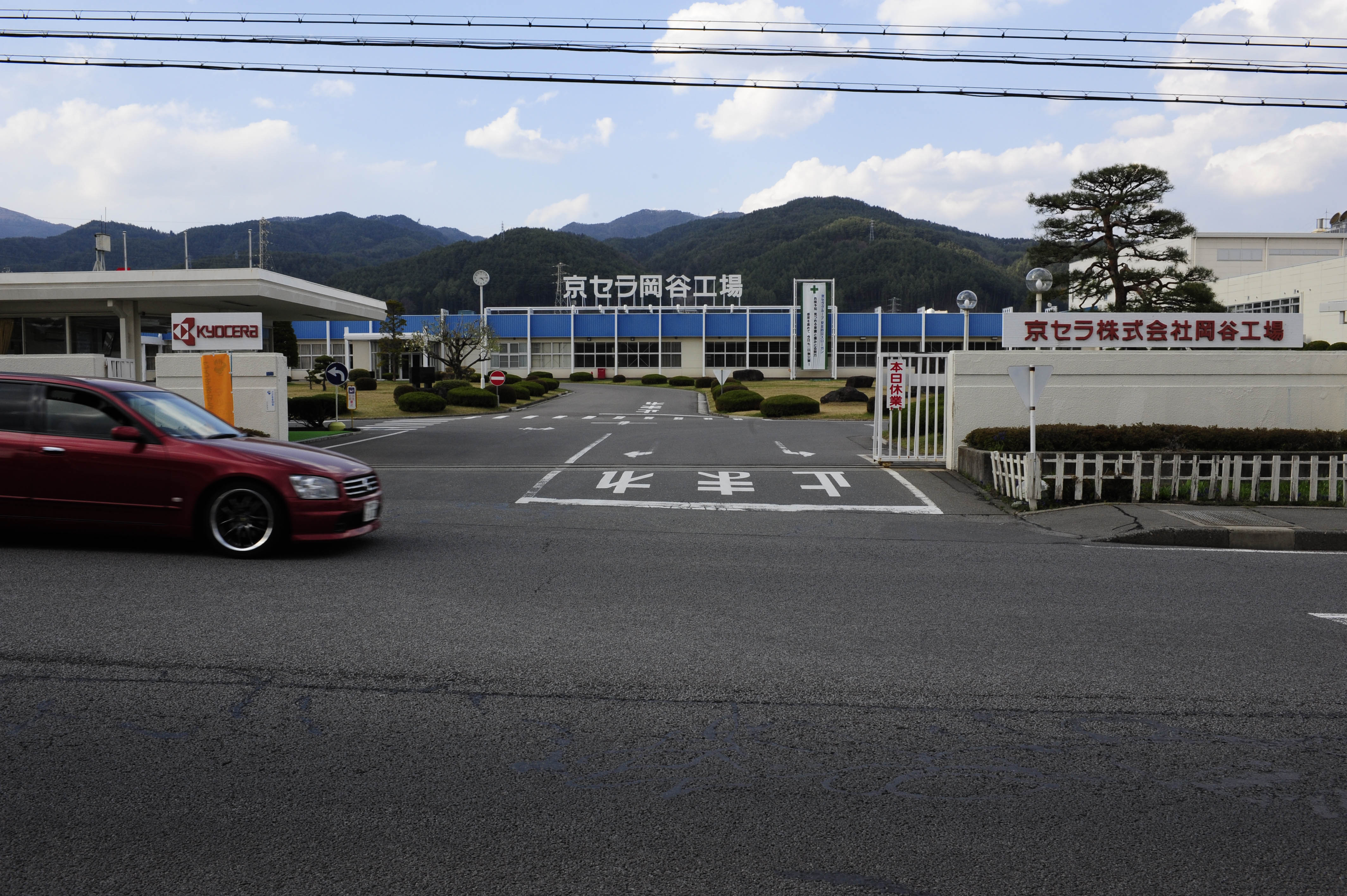
長野岡谷工場（長野県岡谷市長地小萩）

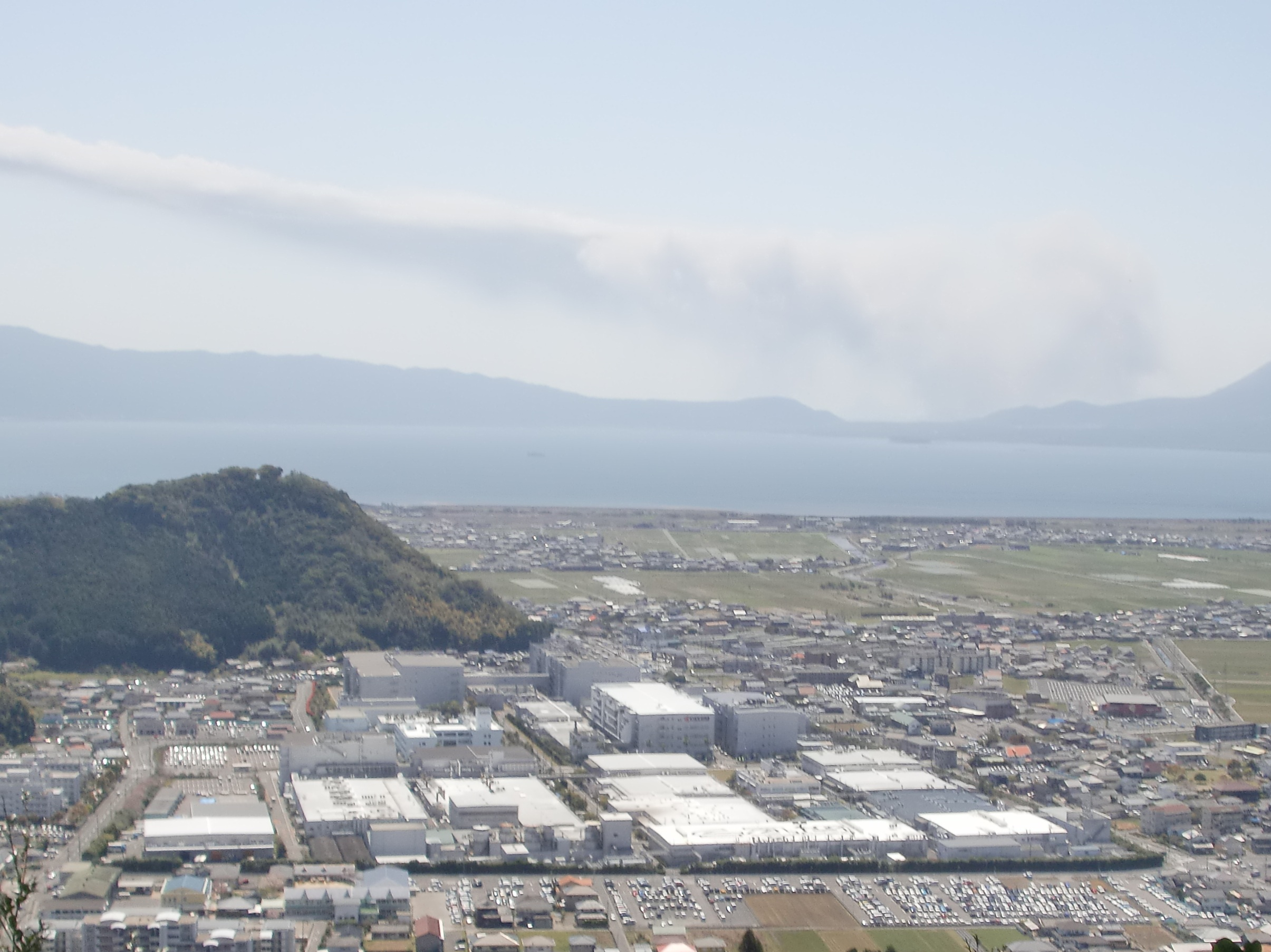
鹿児島国分工場

京セラ株式会社（きょうセラ、英: KYOCERA Corporation）は、京都府京都市伏見区に本社を置く大手電子部品・電気機器メーカー。電子部品、ファインセラミック部品、半導体部品、情報機器、通信機器、太陽電池、セラミック、宝飾、医療用製品などを製造する。
東証プライム市場の上場企業。日経平均株価、TOPIX Large70、JPX日経インデックス400の構成銘柄の一つ。
ブランドシンボルは、京セラのイニシャルである「K」がセラミックスの「C」を包み込む意匠である。これは、1982年に社名を変更した際から使用している。以前は「京都」の「K」を「セラミック」の「C」が囲む意匠であった。
三和グループに属しており、三水会とみどり会に加盟している。

## 沿革
- 1959年（昭和34年）4月1日 - 稲盛和夫が京都市中京区西ノ京原町に、ファインセラミックスの専門メーカーの初代京都セラミック株式会社を設立[5]。
- 1969年（昭和44年）7月 - 米国に販売子会社として、Kyocera International, Inc.を設立。
- 1970年（昭和45年）10月1日 - 株式の額面変更（500円→50円）を実施。2代目京都セラミック株式会社（旧京都セラミツク）[注 1]が初代京都セラミックと、京セラ商事を吸収合併。
- 1971年（昭和46年）
  - 1月 - 西ドイツ（当時）に販売子会社として、Kyocera Fineceramics GmbH（現・Kyocera Europe GmbH）を設立。
  - 10月 -  大証第二部市場に新規上場[6]。
- 1972年（昭和47年）
  - 7月 - 京都市山科区に新社屋を建設。
  - 9月 - 東証第二部市場に株式を上場。
- 1974年（昭和49年）2月 - 東証・大証の各第一部市場に、銘柄指定替え。
- 1976年（昭和51年）2月 - 米国預託証券を発行。
- 1980年（昭和55年）5月 - ニューヨーク証券取引所に株式を上場。
- 1982年（昭和57年）10月1日 - 関連会社4社[注 2]を吸収合併のうえ、旧社名の2代目京都セラミックから、京セラ株式会社に変更[7]。これと同時にCI（シンボルマーク）を刷新。
- 1983年（昭和58年）10月 - カメラメーカーのヤシカを合併[8]。
- 1984年（昭和59年）6月 - ウシオ電機、セコム、ソニー、三菱商事など24社と共同で第二電電企画（現・KDDI）を設立。
- 1989年（平成元年）8月 - コネクタ事業のエルコインターナショナル（後の京セラコネクタプロダクツ）を買収。
- 1994年（平成6年）1月 - 京セラや任天堂など21社で京都パープルサンガ（現・京都サンガF.C.）を設立。
- 1995年（平成7年）9月22日 - IT関連事業を、京セラコミュニケーションシステムとして分社化。
- 1998年（平成10年）8月 - 京都市伏見区に新本社ビルを建設。
- 1999年（平成11年）10月5日 -  会社更生法適用を申請した複写機ブランドの三田工業（後の京セラミタ、現・京セラドキュメントソリューションズ[9]）のスポンサー支援を表明。
- 2000年（平成12年）2月 - 米国法人のKyocera International, Inc.が現地のモバイル向け半導体メーカーのQualcomm,Inc.から、携帯電話事業を買収[10]。
- 2004年（平成16年）10月 - カーライルと共にKDDIよりDDIポケットを買収[11]。
- 2005年（平成17年）
  - 3月10日 - デジカメ事業からの撤退を表明[12]。
  - 4月12日 - 銀塩カメラ事業からの撤退を表明[13]。
  - 9月 - タイトーをスクウェア・エニックスに売却。
- 2006年（平成18年）3月2日 大阪ドームの命名権を取得し、2006年7月1日から「京セラドーム大阪」に改称。
- 2008年（平成20年）4月 - 三洋電機の携帯電話事業を継承。
- 2011年（平成23年）7月 - ユニメルコを買収[14]。
- 2012年（平成24年）2月 - オプトレックスを買収[15]。
- 2013年（平成25年）10月 - トッパンNEC サーキットソリューションズを買収[16]。
- 2015年（平成27年）9月 - 日本インターを買収[17]。
- 2016年（平成28年）
  - 4月1日 - 子会社の京セラサーキットソリューションズ、京セラケミカル、京セラソーラーコーポレーション（太陽光発電機器の販売事業）を吸収合併。
  - 8月1日 - 子会社の日本インターを吸収合併。
  - 9月26日 - 子会社の京セラオプテックにメレスグリオを吸収合併。
- 2017年4月1日 - 子会社の京セラメディカル、京セラクリスタルデバイス、京セラコネクタプロダクツを吸収合併。
- 2018年（平成30年）
  - 1月10日 - リョービの電動工具事業を取得[18]。
  - 6月 - ニューヨーク証券取引所より上場廃止。
  - 10月1日 - 子会社の京セラディスプレイ、京セラオプテックを吸収合併。
- 2019年（平成31年）4月 - 太陽光発電システムを活用した電力サービス事業を行う、京セラ関電エナジー合同会社を設立。
- 2020年（令和2年）3月 - 米国法人のKyocera AVX Components Corporation[注 3]を株式交換により完全子会社化[19]。
- 2021年（令和3年）4月1日 - 子会社の京セラ宇部RFテックを吸収合併。
- 2022年（令和4年）12月 - 長崎県諫早市に新工場を建設すると発表した[20]。
- 2023年（令和5年）5月15日 - 2025年3月末を目途に「TORQUE（トルク）」シリーズを除くコンシューマー向けスマホ・携帯電話事業からの撤退を表明[21]。

### 歴代社長
| 代   | 氏名     | 在任期間                      | 備考                                                        |
| ---- | -------- | ----------------------------- | ----------------------------------------------------------- |
| 初代 | 宮木男也 | 1959年4月1日 - 1964年         | 出資をした宮木電機製作所社長 （稲盛は当時、取締役技術部長） |
| 2代  | 青山政次 | 1964年4月 - 1966年5月23日     | 稲盛和夫の松風工業時代の上司 （稲盛は当時、専務）           |
| 3代  | 稲盛和夫 | 1966年5月23日 - 1986年9月30日 | 創業者。名誉会長                                            |
| 4代  | 安城欽寿 | 1986年10月1日 - 1989年6月     |                                                             |
| 5代  | 伊藤謙介 | 1989年6月 - 1999年6月29日     | 稲盛和夫の松風工業時代の部下 創業時メンバーの一人           |
| 6代  | 西口泰夫 | 1999年6月29日 - 2005年6月28日 |                                                             |
| 7代  | 川村誠   | 2005年6月28日 - 2009年3月31日 |                                                             |
| 8代  | 久芳徹夫 | 2009年4月1日 - 2013年3月31日  |                                                             |
| 9代  | 山口悟郎 | 2013年4月1日 - 2017年3月31日  | 現会長                                                      |
| 10代 | 谷本秀夫 | 2017年4月1日 - 現職           |                                                             |

## 主要な事業

### 産業・自動車用部品
ファインセラミック部品、ビューカメラモジュール、セラミックヒーター、グロープラグ、車載・産業用液晶ディスプレイなどを手掛ける。
先進モビリティと共同で自動運転バス・trota（トロタ）の開発を行っている。trotaは2021年10月に滋賀八日市工場 - 滋賀蒲生工場間（約1km）を試験走行し、2022年に第77回国民体育大会（いちご一会とちぎ国体）で東武西川田駅 - 栃木県総合運動公園間（約700m）を実証運行した。

### 半導体関連部品
セラミックパッケージ、有機多層パッケージ、有機化学材料などを手掛ける。

### 電子デバイス
コンデンサ、整流器、コネクタ、サイリスタ、ダイオード、プリントヘッド、感光ドラムなどを手掛ける。

### コミュニケーション
携帯電話、スマートフォン、タブレットPC、IoT機器などの開発製造販売、情報通信サービス（子会社の京セラコミュニケーションシステム）などを手掛ける。第二電電・DDIセルラーグループの設立母体だったため、携帯電話端末はDDIセルラー・日本移動通信（相互ローミングの関係で同等の端末を提供する必要があった）向けを主力としていたが、他社向けの端末も少数手がけている。
1982年に合併したサイバネット工業の事業がはじまりである。1989年12月、同社初の携帯電話「HP-101」を発売した。その後30年以上に渡って事業を継続している。
2008年には、三洋電機の携帯事業を買収し、海外事業を強化した。
- 日本国内では、Android OS搭載スマートフォン「DIGNO」、フィーチャーフォン（ガラホ）「GRATINA」の各ブランド名で主に展開しているほか、「BASIO」「URBANO」「Android One」のようなメーカーを跨ぐブランドでの販売も数多く行っている。 2023年5月15日、個人向け携帯電話事業から2025年3月に撤退すると表明した[42]。法人向け携帯電話や後述の高耐久スマートフォン「TORQUE」は継続する[43]。
- 高耐久性スマートフォン（タフネススマホ）の「TORQUE」シリーズを、2013年より米国、カナダ、日本、コロンビア、欧州など多くの国で販売している[44]。これにより北アメリカ市場では高耐久モデルに強いメーカーというイメージが定着している[45]。
- 1999年9月に発売した「ビジュアルホン VP-210」は、世界初のカメラ付き端末である[46]。
- PHSにおいては有力メーカーの一つで、中でも2004年に発売されたAH-K3001Vは「京ぽん」の愛称で大人気となった[47]。
- バルミューダが2021年に発売したスマートフォン「BALMUDA Phone」は、京セラが委託を受けて製造した[48]。バルミューダは2023年5月12日に携帯電話事業からの撤退を表明した[49] ため、バルミューダにとって同モデルが唯一の製品である。
- 2021年に発売された「G'zOne TYPE-XX（KYY31）」は、京セラが開発と製造を担当した[50]。

### ドキュメントソリューション
プリンター、複合機の開発製造販売、ソリューションビジネスなどを子会社の京セラドキュメントソリューションズが手掛ける。

### 生活・環境
ソーラーエネルギー事業、医療用製品、宝飾品・キッチングッズ、ホテル運営などを手掛ける。
- 宝飾品、ジュエリー - 特に合成宝石の技術が知られる。CRESCENT VERT（クレサンベール）ブランドを展開。
- 京都オパール - 合成宝石の技術を産業用に加工させたもの。
- 医療用製品 - 人工関節の摺動面用のセラミックス材料「BIOCERAM」、人工股関節の長寿命化に貢献する表面処理技術「Aquala」、人工股関節表面に抗菌性、骨伝導性及び骨固定性を付与する表面処理技術「AG-PROTEX」、人工関節、デンタルインプラント等の完成品を展開。
- 太陽光発電事業は、京セラと東京センチュリーリースが共同出資した京セラTCL ソーラー合同会社が行う。
  - 千葉 · 山倉水上メガソーラー発電所
  - 北海道・北見メガソーラー発電所
  - 京都・伏見メガソーラー発電所
  - 滋賀・矢橋帰帆島メガソーラー発電所
  - 岡山・下山池メガソーラー発電所
  - 兵庫・高岡西水上メガソーラー発電所
  - 兵庫・高岡東水上メガソーラー発電所

### 過去の事業

#### 光学機器
銀塩カメラ、デジタルカメラ。
京セラがカメラ事業に進出したきっかけは、長野県を地盤とするヤシカの経営破綻（1975年、会社更生法を申請）である。その後も同社は日商岩井と太陽神戸銀行の資金援助を受けて製造を続けていたが、自力での再建が困難な状況が進んだため、1983年に再建スポンサーとして京セラが名乗り出た。同年10月、京セラ株1:ヤシカ株13の比率により吸収合併し、ヤシカのブランドを京セラが譲受し展開していた。
展開していたブランド
- Finecam - 自社デジタルカメラブランド。
- コンタックス - 高性能で高級感をアピールしたプレミアムな位置付け。
- ヤシカ - 海外向け低価格カメラブランド

2004年10月29日、自社ブランドを終了し、CONTAXブランドとOEM事業に集約することを発表。
2005年3月10日、CONTAXブランドのデジタルカメラも終了し、デジタルカメラ事業から撤退することを発表。
2005年4月12日、CONTAXブランドの銀塩カメラも終了し、カメラ事業から全面撤退することを発表。
その後、2007年にヤシカの商標権を香港のJNC Datum Tech Internationalに売却。

#### 音響機器（ピュアオーディオ）
- プリメインアンプ - 1980年代に販売していたが数年で撤退。
- CDプレーヤー - 1983年に据え置き型CDプレーヤーを国内外へOEM出荷。
- カセットデッキ -  1985年に据え置き型コンパクトカセットデッキ（2ヘッド構成・片面録再モデル）を国内外へOEM出荷（ただし、トランスポートメカ部分は三協精機〈現・ニデックインスツルメンツ〉から供給を受けていた）。

#### パーソナルコンピュータ
1983年よりOEM出荷。日本ではNECよりPC-8201、PC-100の商品名で販売された。
1984年にはIBM互換機をOEM出荷し、キヤノン、カシオ計算機、セイコーエプソンから販売された。
1989年には自社ブランドで「386AX Model A」を発売したが振るわず、その後、事業から撤退した。

## 研究開発拠点
日本国内に以下の研究開発拠点を設置している。
- けいはんなリサーチセンター（関西文化学術研究都市：精華・西木津地区）
- みなとみらいリサーチセンター（横浜みなとみらい地区：オーシャンゲートみなとみらい）
- きりしまR&Dセンター（鹿児島国分工場内）

## グループ関連会社

### 日本国内
全て株式会社である。
- 京セラドキュメントソリューションズ（旧三田工業、京セラミタ）
- AVX エレクトロニクス・コンポーネンツ＆インターコネクト・ソリューションズ
- 京セラ興産
- 京セラインダストリアルツールズ販売
- 京都パープルサンガ（「京都サンガF.C.」として活動）
- ホテルプリンセス京都
- KDDI
- 京セラセンコジャパン
- 京セラコミュニケーションシステム
- 京セラみらいエンビジョン
- KCCSキャリアテック
- エムオーテックス
- 京セラドキュメントソリューションズジャパン
- 京セラインダストリアルツールズ
- ホテル京セラ

### 日本国外
- Kyocera International
- 他多数

## 代理店
上場している代理店としては、因幡電機産業 、リョーサン 、佐鳥電機等が挙げられる。

## 施設の命名権
- 大阪ドーム - 2006年7月1日から「京セラドーム大阪」
- 京都市美術館 - 2019年から「京都市京セラ美術館」
- 京都府立京都スタジアム - 2020年の供用開始当初から「サンガスタジアム by KYOCERA」

## スポーツ協賛事業
- 京セラ女子陸上競技部 - 1982年に陸上競技部を創設。2000年より「女子陸上競技部」。
- 京都サンガF.C. - Jリーグ所属のサッカーチーム。京セラがトップスポンサー。
- レディングFC - イングランドプレミアリーグ所属のサッカーチーム。2005年から2008年までユニフォームスポンサーだった。
- アトレティコ・マドリード - スペインプリメーラ・ディビシオン所属のサッカーチーム。2006年から2014年までユニフォームスポンサーだった。
- 笠りつ子 - プロゴルファー。2016年3月から京セラ所属。なお2011年3月から2016年2月までは子会社の京セラドキュメントソリューションズの所属だった。
- 森美穂 - プロゴルファー。2016年3月から2018年2月まで京セラ所属[61][62]。
- 京セラフェニックスチャレンジゴルフ - 2014年度より冠スポンサー。なお2006年から2013年までは、子会社の京セラドキュメントソリューションズが冠スポンサーで、「京セラドキュメントソリューションズ フェニックスチャレンジゴルフ」の名称だった。

## テレビ番組
- 日経スペシャル カンブリア宮殿（テレビ東京）
  - 「社員ひとりひとりが主役 ～1兆円企業を創り上げた稲盛流経営術」（2006年10月16日）- 京セラ 名誉会長 稲盛和夫出演[63]。
  - 新ビジネスを生み出す! 京セラ式「ものづくり革命」（2023年3月30日）- 京セラ 10代目社長 谷本秀夫出演[64]。
- 日経スペシャル ガイアの夜明け 我が家が発電所～急成長する太陽電池～（2007年1月30日、テレビ東京）[65] - 中国市場への挑戦を取材。

## 提供番組
2022年4月時点
現在はスポットCMが中心であり、レギュラーでの提供番組が少なく、期間限定で提供する程度となっている。
- KBS京都
  - きょうと経済テラス キュンと!
  - エキサイティング!J
- MBS
  - 京セラフェニックスチャレンジゴルフ  - 上述、TBS・HBC・CBC・RKB・MRTのみ

過去
- 日本テレビ系
  - 週刊オリラジ経済白書
  - THE M
  - 恋歌〜ラブソングス 紀香とマチャミが贈る愛と別れの名曲ベスト
  - 人生が変わる1分間の深イイ話（2008年10月 - 2009年3月30日の同枠で放送の年度末特番まで）
  - ZIP!（火曜7時50分頃・2014年10月より2015年3月まで）
  - NEWS ZERO（水曜後半枠・2014年10月より2015年3月まで）
  - 1億人の大質問!笑ってコラえて! （2021年4月より2022年3月まで、テレビ東京「WBS」から移動。）
- テレビ朝日系
  - 名探偵ホームズ
  - 徹子の部屋(月曜・2001年10月より2004年3月まで、金曜・2001年10月より2003年3月まで)
  - ニュースステーション
  - 報道ステーション（水曜・2014年10月から2016年9月まで）
- TBS系
  - 金曜ドラマ（第1期）
  - JNN報道特集
  - 報道特集NEXT
- テレビ東京系
  - おはスタ（火曜日の第1部・OHAベースのみ）
  - WBS（ - 2009年3月31日、2018年4月2日 - 2021年3月31日）
- フジテレビ系
  - 土曜プレミアム
  - UHBニュース (北海道ローカル)
- KBS京都
  - 京スポなど
- ラジオ時報CM（JFN系列、1996年頃 - 2006年頃までの間、平日の20時から28時の時報を担当していた。)

## 事件・不祥事

### 秦野工場社員による横領事件
秦野工場の経理責任者を務めていた51歳の男性社員が2012年9月から2017年6月までの間に、支払根拠資料を偽造するなど約1億2600万円を横領していた。京セラは2017年8月30日付でこの社員を懲戒解雇処分のうえ、翌2018年2月には神奈川県警察に業務上横領容疑で告訴した。約6000万円は返還済み。同年11月7日に約3700万円詐取の疑いで逮捕、同年11月28日に約2900万円をだまし取ったとして再逮捕。

### 独占禁止法に基づく社名公表
2024年3月15日、公正取引委員会は「下請け企業との価格転嫁の交渉に適切に応じなかった企業名の公表」を行い、京セラが該当企業となったことがわかった。

## その他
1998年、社会貢献活動の一環として、本社ビル（京都市）に 京セラギャラリー、 京セラファインセラミック館、ショールームを開設した。

## 書籍

### 関連書籍
- 『京セラ・超成長の秘密』（著者:加藤勝美）（1982年5月1日、講談社）ISBN 9784061292857
- 『ある少年の夢 京セラの奇蹟』（著者:加藤勝美）（1984年8月1日、エヌ・ジー・エス）ISBN 9784915112072
- 『新版・京セラ 稲盛和夫の野望 第二電電へ至る途』（著者:国友隆一）（1986年9月20日、ぱる出版）ISBN 9784938238087
- 『京セラ・アメーバ方式 驚異の新生産システム』（著者:国友隆一）（1988年4月20日、ぱる出版）ISBN 9784893860002
- 『動機善なりや私心なかりしか 京セラ・稲盛和夫の座標軸』（著者:佐藤正忠）（1993年5月6日、経済界）ISBN 9784766780987
- 『太陽エネルギーへの挑戦 太陽電池の時代がやってきた』（著者:京セラソーラーエネルギー事業部）（1994年5月1日、清文社）ISBN 9784796042642
- 『京セラの挑戦』（原作:加藤勝美、脚色:北村信吾、画:大画としゆき）（1995年6月28日、ビジネス社 ビジネスコミック・チャレンジ21シリーズ）ISBN 9784828406220
- 『京セラ・アメーバ方式 低コスト・高能率の生産システム』（著者:国友隆一）（1995年12月10日、ぱる出版）ISBN 9784893864970
- 『京セラ・稲盛和夫 血気と深慮の経営』（著者:国友隆一）（1996年7月24日、ぱる出版）ISBN 9784893865274
- 『京セラ・アメーバ方式 伸縮自在の低コスト・高能率のシステム』（著者:国友隆一）（1997年6月25日、ぱる出版）ISBN 9784893865922
- 『京セラ悪の経営術 急成長企業に知られざる秘密』（著者:滝本忠夫）（1999年11月30日、イースト・プレス）ISBN 9784872571820
- 『京セラに学ぶ新・会計経営のすべて 中小企業が勝ち残るための本当のキャッシュフロー経営』（著者:田村繁和 小長谷敦子）（2000年3月21日、実業之日本社 実日ビジネス）ISBN 9784408103679
- 『京セラ稲盛和夫 心の経営システム』（著者:青山敦）（2011年6月29日、日刊工業新聞社 B&Tブックス）ISBN 9784526067051
- 『京セラフィロソフィ』（著者:稲盛和夫）（2014年6月4日、サンマーク出版）ISBN 9784763133717
- 『稲盛和夫経営講演選集』（2015年9月1日、ダイヤモンド社）ISBN 9784478067192 - 3巻セット
  - 『技術開発に賭ける 稲盛和夫経営講演選集第1巻』（2015年9月12日、ダイヤモンド社）ISBN 9784478066294
  - 『私心なき経営哲学 稲盛和夫経営講演選集第2巻』（2015年9月12日、ダイヤモンド社）ISBN 9784478066300
  - 『成長発展の経営戦略 稲盛和夫経営講演選集第3巻』（2015年9月12日、ダイヤモンド社）ISBN 9784478066317
- 『稲盛和夫経営講演選集 第4～6巻セット』（2016年4月8日、ダイヤモンド社）ISBN 9784478068182
  - 『繁栄する企業の経営手法 2000年代 Ⅰ 稲盛和夫経営講演選集第4巻』（2016年4月8日、ダイヤモンド社）ISBN 9784478068151
  - 『リーダーのあるべき姿 2000年代 Ⅱ 稲盛和夫経営講演選集第5巻』（2016年4月8日、ダイヤモンド社）ISBN 9784478068168
  - 『企業経営の要諦 2010年代 稲盛和夫経営講演選集第6巻』（2016年4月8日、ダイヤモンド社）ISBN 9784478068175
- 『稲盛和夫の実践アメーバ経営 全社員が自ら採算をつくる』（著者:稲盛和夫 京セラコミュニケーションシステム）（2017年9月1日、日本経済新聞出版社）ISBN 9784532321611
- 『思い邪なし 京セラ創業者 稲盛和夫 「利他の心」を永久に！』（著者:北康利）（2019年4月20日、毎日新聞出版）ISBN 9784620324258

### 注
1. ↑  1946年11月6日に四国食菌科学研究所として設立。1970年5月12日には京都セラミツクに社名変更。
2. ↑  サイバネット工業、クレサンベール、日本キャスト、ニューメディカル
3. ↑  1990年1月に一度完全子会社化（当時の社名はAVX Corporation）。1995年8月にニューヨーク証券取引所に再上場。